# Blue and Sentimental
Blue and Sentimental est un album de cool jazz enregistré en 1961 par le saxophoniste américain Ike Quebec et publié sur le label Blue Note Records.
Le site AllMusic attribue 5 étoiles à Blue & Sentimental et considère que cet album est un « chef-d'œuvre terriblement sous-estimé ».

## Historique

### Contexte
Le saxophoniste ténor Ike Quebec (1918-1963) évolue durant la période de transition entre swing et bebop des années 1940 comme sideman aux côtés de Benny Carter, Roy Eldridge, Cab Calloway, Ella Fitzgerald, Hot Lips Page et Trummy Young,,,,,. De 1944 à 1948, il réalise déjà plusieurs enregistrements en tant que leader pour le label Blue Note Records, dont Blue Harlem, Facin' the Face et Mad About You,,,. 
Grâce à son amitié avec le fondateur de Blue Note Alfred Lion, Ike Quebec devient également à l'époque directeur musical, membre de la division A&R (Artists and Repertoire), contact polyvalent et découvreur de talents (talent scout) du label,,,,, amenant de nombreux artistes dont Thelonious Monk et Bud Powell chez Blue Note,,,,. C'est lui qui initie Alfred Lion au bebop au milieu des années 1940, ce qui change complètement  l'orientation du label Blue Note,.
Son jeu est taillé sur mesure pour la période hard bop qui allait suivre durant les années 1950 mais il passe le plus clair de cette période à être malade ou victime de problèmes d'addiction qui le tiennent éloigné des studios,,,.
Mais durant cette période difficile, Alfred Lion reste en contact avec lui et Ike fait une apparition brillante sur l'album Leapin' and Lopin' de Sonny Clark en 1961, ce qui décide probablement Blue Note de réaliser une série d'albums avec lui,.
Ike effectue ainsi un come back remarquable en publiant en 1959-1960 sur Blue Note une série de 26 singles pour le marché du jukebox (peut-être les derniers grands exemples de « jukebox jazz ») ainsi que six albums en 1961-1962,, : Heavy Soul, It Might as Well Be Spring, Easy Living, Congo Lament, With a Song in My Heart, Blue and Sentimental et Bossa Nova Soul Samba,,.
Trois mois après le dernier de ces albums, il meurt d'un cancer des poumons le 16 janvier 1963, à l'âge de 45 ans,,,,. Son décès bouleverse Alfred Lion, le fondateur de Blue Note, car les deux hommes étaient devenus de très bons amis au fil des ans.

### Enregistrement et production

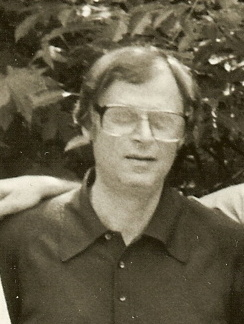
Rudy Van Gelder.

L'album Blue & Sentimental est enregistré le 16 et le 23 décembre 1961 dans le Van Gelder Recording Studio, à Englewood Cliffs dans le New Jersey,,,.
Il est produit par le fondateur du label Blue Note Alfred Lion, Alfred Loew de son vrai nom, un producteur né en Allemagne en 1908 qui voyagea aux États-Unis en 1930 et s'y établit en 1938. 
La prise de son est assurée par Rudy Van Gelder, un ingénieur du son spécialisé dans le jazz considéré comme l'un des meilleurs ingénieurs de l'histoire de l'enregistrement, dont on estime qu'il a enregistré et mixé plus de 2 000 albums. Son studio connu durant les années 1950 sous le nom de « Van Gelder Studio, Hackensack, New Jersey » était en fait le living room de ses parents. Ce n'est qu'en 1959 qu'il ouvrira son vrai studio, connu sous le nom de « Van Gelder Studio, Englewood Cliffs, New Jersey ».

### Publication
L'album sort en 1962 en format disque vinyle long play (LP) sur le label Blue Note Records sous la référence BLP 4098,,.
La notice originale du LP (original liner notes) est de la main d'Ira Gitler, historien du jazz et journaliste né en 1928 et mort en 2019, co-auteur de The Biographical Encyclopedia of Jazz avec Leonard Feather.
La photographie est l'œuvre de Francis Wolff,, un producteur et photographe né en 1908 en Allemagne et émigré aux États-Unis en 1939, ami d'enfance d'Alfred Lion, le fondateur du label Blue Note, dont Wolff partageait la direction avec Lion.
La conception graphique de l'album est l'œuvre de Reid Miles,, un photographe et designer américain né en 1927 et recruté en 1955 par Francis Wolff pour Blue Note, pour lequel il réalisa des centaines de pochettes d'albums et développa « un langage graphique vraiment unique et caractéristique » en intégrant soit des photos de Wolff soit ses propres photos, en faisant de la monochromie un art et en jouant avec les typographies jusqu'à envahir de lettres les couvertures des albums,.

### Rééditions
L'album est réédité à de nombreuses reprises en disque vinyle Long play (LP) de 1967 à 2018 par les labels Blue Note, Analogue Productions, EMI, Music Matters Ltd, UMe et Down at Dawn,.
À partir de 1988, il est publié en CD à de très nombreuses reprises par Blue Note, ainsi que par les labels Analogue Productions, Avid et EMI,.
Il est remastérisé en 2007 par Rudy Van Gelder lui-même, alors âgé de 83 ans,.

## Accueil critique
Le site AllMusic attribue 5 étoiles à Blue & Sentimental.
Le critique musical Steve Huey d'AllMusic souligne que « les albums du comeback d'Ike Quebec en 1961-1962 pour Blue Note ont tous été assez gratifiants, mais Blue & Sentimental est sa signature, un mélange incroyablement sensuel de blues et de ballades romantiques ». Il attire l'attention sur le fait que « le son caressant du sax ténor d'Ike Quebec est moins soutenu que d'habitude, sans pianiste parmi le quartet ». Pour Huey, les solos du guitariste Grant Green font preuve « d'un goût et d'une élégance exceptionnels ». Il conclut en disant que Blue & Sentimental est un « chef-d'œuvre terriblement sous-estimé ».
Dans la notice du LP original, Ira Gitler souligne que « les connaissances et l'expérience que Quebec apporte à son instrument sont des choses qu'un musicien ne pourrait pas acheter » : « Cette combinaison de force et de tendresse ne s'acquiert pas en quelques années ». Gitler précise que « son jeu représente le meilleur d'une période considérée comme l'une des plus fructueuses du jazz et certainement l'une de ses plus mélodieuses ». Et Ira Gitler de conclure avec humour : « Pour ceux d'entre vous qui ont toujours eu la fausse impression que le Québec était au Canada, permettez-moi de vous donner une petite leçon de géographie. Montréal est peut-être au Québec, mais Quebec est à New York et il est chez Blue Note. Ike a du rythme. Qui pourrait demander plus ? ».
Le 22 juin 1963, soit quelques mois après sa mort, le magazine Billboard écrit : « Quebec était presque parfait quand il s'agit de blues et de ballades lentes, et il exprime tout son cœur sur cet album. Blue and Sentimental, Blues for Charlie et Count Every Star sont des interprétations passionnées ».
Pour Chris May, du site All About Jazz « Blue & Sentimental est probablement l'album le plus parfaitement réalisé de Quebec. Le disque dispose d'un line-up exceptionnel, qui est inhabituel, ni hard bop acoustique, ni soul jazz ». Il souligne que le guitariste Grant Green « crée des espaces dans lesquels le jeu exubérant de Quebec peut briller ». Et May de conclure : « Une musique belle et durable, de la part d'un petit maître presque oublié ».
Pour John White, du site Jazz Journal, Blue & Sentimental est le plus impressionnant des derniers albums de Quebec. Pour lui, cet album constitue « une collaboration impressionnante et enrichissante entre cinq âmes sœurs très douées ». Il estime que, sur cet album, Quebec « reçoit un soutien presque parfait de Green, Chambers, Philly Joe Jones et Sonny Clark. La chanson-titre (un hommage à la version de Count Basie, Herschel Evans et Lester Young) reçoit une interprétation prolongée et pensive d'un Quebec chaleureux mais rugueux, un solo éblouissant de Green et un soutien discret de Chambers et Jones ».
Pour le site Jazz Music Archives, « Blue & Sentimental est considéré comme le meilleur album d'Ike pour Blue Note avec un jeu superbe d'Ike au ténor, mais également en raison de la présence de Grant Green dont la guitare remplace l'orgue qui était utilisé sur l'album précédent It might as Well be Spring donnant à l'album une coloration beaucoup plus blues ».
Flophouse Magazine estime que « le ton résonnant et respirant d'Ike Quebec, profond comme s'il venait d'une grotte de velours, est tout simplement irrésistible ». « Le saxophone ténor de Quebec porte la mélodie, avec juste ce qu'il faut de punch pour ajouter du rythme. Le guitariste Grant Green, qui termine sa première année - prolifique - chez Blue Note, est le compagnon parfait du jeu chaleureux de Quebec ».
Pour le site Music Matters : « Également doué pour les ballades intimes et les morceaux uptempo, Quebec affiche sa grande maîtrise du saxophone ténor et sa sonorité énorme tout au long de cet album ». « Accompagné par un quatuor sans piano qui comprend Grant Green, Quebec fait compter chaque souffle et chaque son, jouant de façon séduisante dans les ballades et se balançant avec force dans les morceaux plus chauds ».
Le site allemand Deejay estime que cet album « est sans aucun doute le chef-d'œuvre d'Ike Quebec chez Blue Note. Le résultat d'une session d'enregistrement en 1961 avec un superbe quartet comprenant le guitariste Grant Green, le bassiste Paul Chambers et le maître batteur Philly Joe Jones ».
Phil Freeman nuance : « Blue & Sentimental est l'album vers lequel la plupart des gens se tournent en premier lorsqu'ils découvrent Ike Quebec, et bien qu'il soit excellent, il n'est pas vraiment meilleur que tout ce qu'il a enregistré pendant cette période ». Mais il précise aussitôt que l'album « est un peu plus mordant que ses prédécesseurs, grâce à la présence du guitariste Grant Green et de la section rythmique de Paul Chambers et Philly Joe Jones », celle de Miles Davis.
Pour le site A caddy for daddy, cet album est le chef d'œuvre d'Ike : « Le titre éponyme est à un tempo désespérément lent et, à part Like qui offre un peu de répit, l'essentiel de la session est profondément « Blue ». Quebec dans ce disque se révèle le champion de la ballade, se jouant des difficultés inhérentes au genre, ennui et/ou lassitude ».

## Liste des morceaux
Voici la liste des 6 morceaux du LP original :
| 1.    | Blue and Sentimental         | Count Basie / Mack David / Jerry Livingston | 7:26 |
| 2.    | Minor Impulse                | Ike Quebec                                  | 6:33 |
| 3.    | Don't Take Your Love from Me | Henry Nemo                                  | 7:02 |
| 4.    | Blues for Charlie            | Grant Green                                 | 6:47 |
| 5.    | Like                         | Ike Quebec                                  | 5:19 |
| 6.    | Count Every Star             | Bruno Coquatrix / Sammy Gallop              | 6:16 |
| 39:23 |                              |                                             |      |

Le disque s'achève avec Count Every Star, enregistré lors d'une session avec le pianiste Sonny Clark une semaine après le reste de l'album.
Certaines éditions ultérieures présentent en plus les morceaux That Old Black Magic et It's All Right With Me enregistrés durant la session du 16 décembre,. Chris May, du site All About Jazz, estime que ces deux morceaux « sont aussi bons que ceux qui précèdent mais ils sont enregistrés à un rythme jugé sans doute trop rapide pour être repris sur le disque original ». Cette opinion est partagée par Bob Blumenthal, auteur de la notice du CD de 2007, qui souligne que « l'ambiance plus introspective des titres 1 à 5 était mieux servie par Count Every Star, malgré l'apparition relativement brève de Quebec ».

## Musiciens
L'équipe qui accompagne Ike Quebec sur cet album est complètement différente de celle qui l'accompagnait sur l'album Heavy Soul. La section rythmique est composée de Paul Chambers et Philly Joe Jones, une combinaison qui avait déjà fait ses preuves avec l'ensemble de Miles Davis. L'orgue est ici remplacé par la guitare de Grant Green, une des révélations de Blue Note à l'époque.
Sur le morceau Count Every Star, Sonny Clark est au piano, rendant à Ike Quebec la visite que ce dernier lui avait faite un mois auparavant sur l'album Leapin' and Lopin'. Mais Sonny Clark ne réalise pas de solo. Les autres fois où l'on entend un piano sur l'album, il est joué par Ike lui-même.
- Ike Quebec : saxophone ténor et piano
- Grant Green : guitare
- Paul Chambers : contrebasse
- Philly Joe Jones : batterie
- Sonny Clark : piano sur Count Every Star
- Sam Jones : contrebasse sur Count Every Star
- Louis Hayes : batterie sur Count Every Star